# Macrodactylus tibialis
Macrodactylus tibialis är en skalbaggsart som beskrevs av Arce-pérez och Moron 2005. Macrodactylus tibialis ingår i släktet Macrodactylus och familjen Melolonthidae. Inga underarter finns listade i Catalogue of Life.